# 457 (numero)
Quattrocentocinquantasette (457) è il numero naturale dopo il 456 e prima del 458.

## Proprietà matematiche
- È un numero dispari.
- È un numero difettivo.
- È l'88º numero primo, dopo il 449 e prima del 461.
- È un numero palindromo nel sistema di numerazione posizionale a base 13 (292).
- È un numero colombiano nel sistema numerico decimale.
- È un numero congruente.
- È parte delle terne pitagoriche (168, 425, 457), (457, 104424, 104425).

## Astronomia
- 457P/Lemmon-PANSTARRS è una cometa periodica del sistema solare.
- 457 Alleghenia è un asteroide della fascia principale del sistema solare.
- NGC 457 è un ammasso aperto della costellazione di Cassiopea.

## Astronautica
- Cosmos 457 è un satellite artificiale russo.